# Belagerung von Nowogeorgiewsk
1914

Ostpreußische Operation (Stallupönen, Gumbinnen, Tannenberg, Masurische Seen) – Galizien (Kraśnik, Komarów, Gnila Lipa, Lemberg,
Rawa Ruska) – Przemyśl – Weichsel – Krakau – Łódź – Limanowa–Lapanow – Karpaten
1915

Humin – Masuren – Zwinin – Przasnysz – Gorlice-Tarnów – Bug-Offensive – Narew-Offensive – Großer Rückzug – Nowogeorgiewsk – Rowno – Swenziany-Offensive
1916

Naratsch-See – Brussilow-Offensive – Baranowitschi-Offensive
1917

Aa – Kerenski-Offensive (Zborów) – Tarnopol-Offensive – Riga – Unternehmen Albion
1918

Operation Faustschlag – Krim

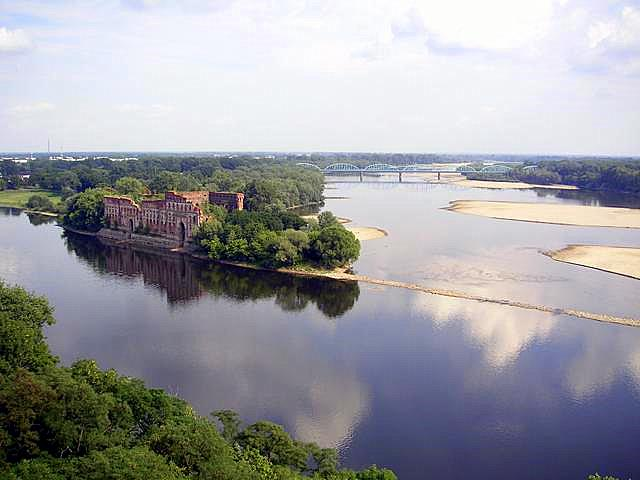
Ruine eines Forts der Festung Nowogeorgiewsk am Narew

Die Belagerung von Nowogeorgiewsk war eine militärische Auseinandersetzung, die während des Ersten Weltkrieges (1914–1918) vom 4. bis zum 19. August 1915 zwischen den Heeren des Deutschen Reiches und Russlands stattfand. Sie endete mit der Eroberung der Festung Nowogeorgiewsk (russisch Новогеоргиевская крепость) durch die deutschen Truppen.

## Vorgeschichte

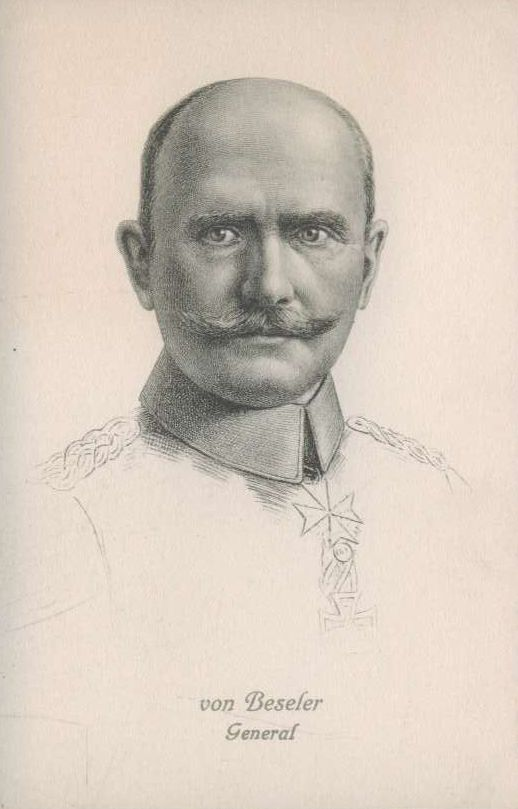
General von Beseler; Postkarte (1914)

Nördlich von Warschau befand sich die russische Festung Nowogeorgiewsk (deutsch Festung Modlin). Diese war in den 30er Jahren des 19. Jahrhunderts errichtet und kontinuierlich verstärkt worden. Der Russisch-Japanische Krieg (1904/05) ließ jedoch daran zweifeln, ob es sinnvoll war, die Militärausgaben weiterhin in den Festungsbau zu investieren. Die Festung war bereits um 1900 veraltet, so dass der Kriegsminister eine Aufgabe erwog. Er wurde jedoch in der Regierung überstimmt, so dass Nowogeorgiewsk mit Finanzierungshilfen des französischen Bündnispartners modernisiert und erweitert wurde. Die Festung war über die Zeit zum Symbol der russischen Herrschaft in Polen geworden. So kam es, dass man sie auch aus politischen Gründen nicht aufgeben konnte, da ihr Verlust gleichbedeutend mit dem Verlust der Herrschaft über Polen war.
Nach dem allgemeinen Erfolg des Durchbruchs bei Gorlice-Tarnów im Mai 1915 verständigte man sich in der deutschen Militärführung darauf, die bisher errungenen Erfolge durch weitere Offensivstöße zu erweitern. Unter anderem gehörte dazu auch ein Vorgehen der Armeegruppe Gallwitz gegen den Narew. Das Korps Dickhuth (bestehend aus der sog. Hauptreserve der Festung Thorn) und das XVII. Reservekorps wurden Mitte Juli 1915 in Richtung der Festung Nowogeorgiewsk angesetzt. Am Abend des 17. Juli überraschte eine kleine deutsche Vorausabteilung des Landwehr-Regiments 10 ein russisches Stabsfahrzeug, mit dem sich der russische Ingenieur-General, Oberst Korotkewitsch-Notschewnoi, auf eine Erkundungsfahrt begeben hatte. Nach kurzem Feuerüberfall fanden die erstaunten Soldaten neben dem gefallenen Oberst eine Aktentasche mit den geheimen Unterlagen über die bisher nur unzureichend bekannte Festungsanlage. Dieser Zufall verschaffte der deutschen Seite einen erheblichen Vorteil.
Nachdem die aus verschiedenen Richtungen anrückenden deutschen Kampfverbände den Festungsraum erreicht hatten, wurde es notwendig, die zum Angriff bestimmten Kräfte einem einheitlichen Befehl zu unterstellen. Dazu traf am 20. Juli 1915 der Kommandierende General des III. Reserve-Korps, Generalleutnant Hans von Beseler ein. Dieser hatte sich bereits 1914 in der erfolgreichen Bekämpfung von Festungen (→ Belagerung von Antwerpen) hervorgetan. Alle an der Belagerung beteiligten Verbände wurden nunmehr zur Armeegruppe Beseler zusammengefasst. Diese unterstand zwar der in 12. Armee umbenannten Armeegruppe Gallwitz, war jedoch in Fragen des Angriffs auf Nowogeorgiewsk unabhängig. Beselers Angriffgruppe umfasste zunächst das Korps Dickhuth und die 14. Landwehr-Division des XVII. Reservekorps. Der Kommandant der Festung unternahm keinerlei Ausfälle. Die deutsche Führung glaubte deshalb, dass die Besatzung nur schwach sei, und plante einen schnellen Handstreich gegen die Festung. Von diesem Plan musste jedoch Abstand genommen werden, nachdem die russische Gegenoffensive am Narew am 26. Juli den Einsatz größerer Teile der Belagerungstruppen an anderer Stelle notwendig gemacht hatte.
Zu Beginn der Belagerung befanden sich in der Festung etwa 90.000 Soldaten unter General Nikolai Bobyr, 1600 Geschütze und fast eine Million Granaten, sodass die russische Militärführung davon ausging, dass sie sich längere Zeit würde behaupten können. Diese Truppen bestanden hauptsächlich aus der 58. und 63. Infanterie-Division sowie aus Resten der 2. Sibirischen Division. Allerdings war man sich im russischen Hauptquartier bewusst, dass es nicht möglich sein würde, die eingeschlossene Besatzung schnell zu entsetzen, und dass ihr Verlust deshalb nur eine Frage der Zeit war.

## Verlauf

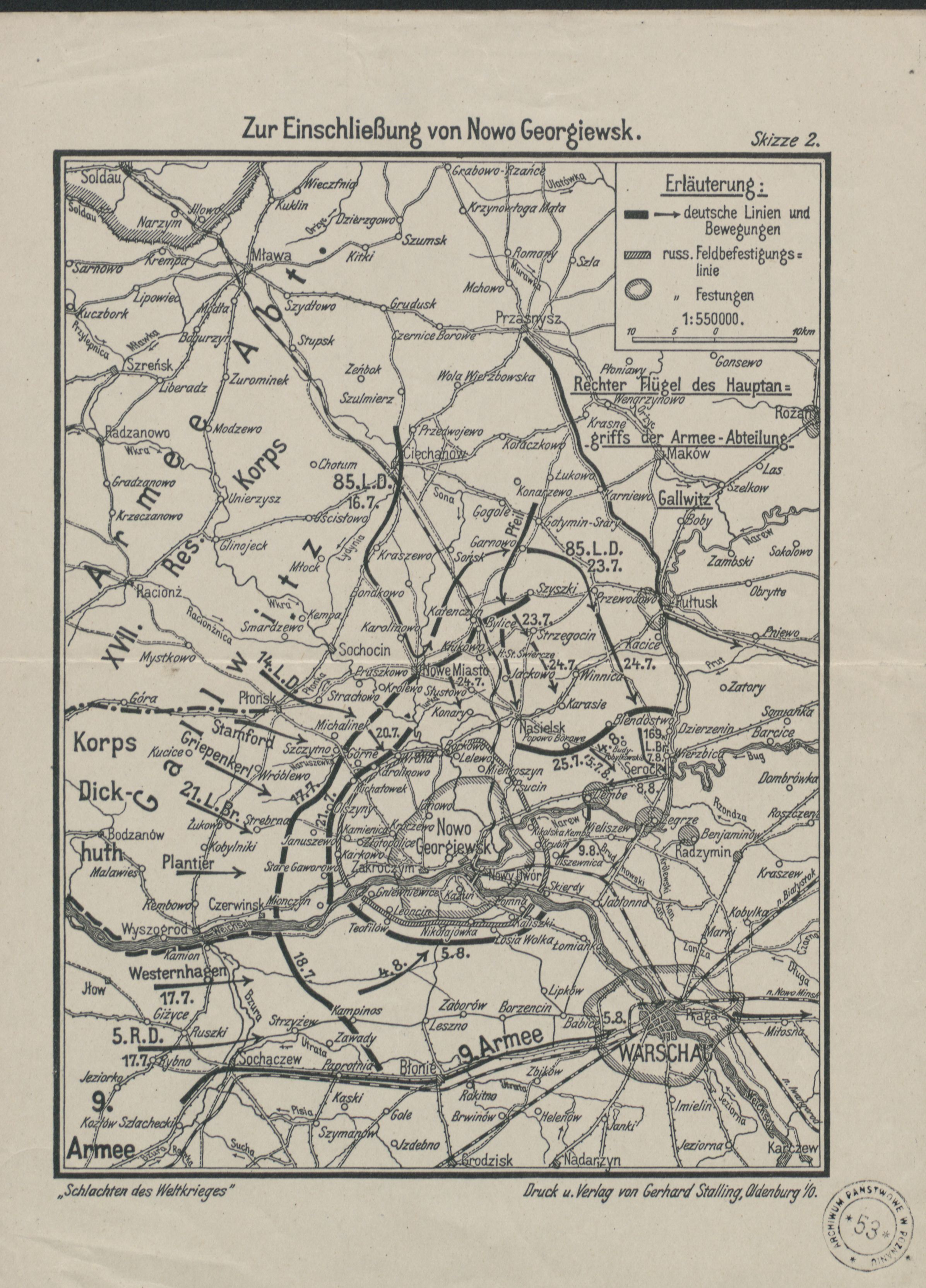

Festungsbereich Nowogeorgiewsk

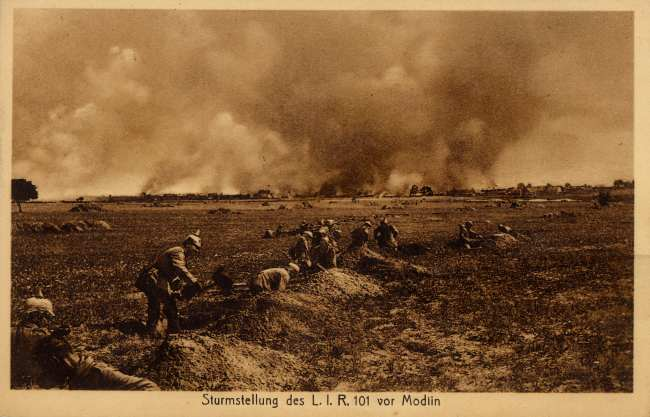
Soldaten des Landsturm-Infanterie-Regiments 101 beim Verschanzen vor Nowogeorgiewsk; Postkarte (1915)

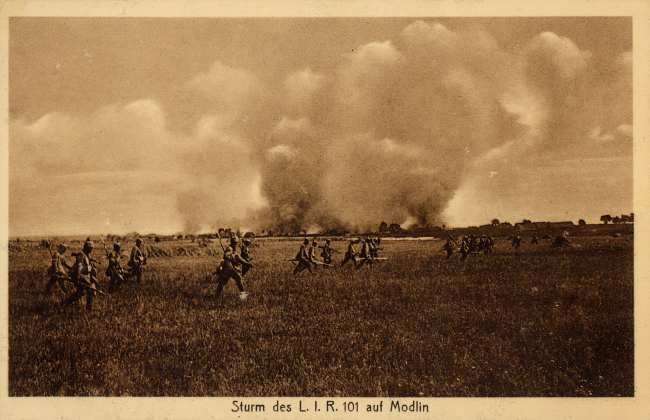
Soldaten des Landsturm-Infanterie-Regiments 101 bei Sturmangriff vor Nowogeorgiewsk; Postkarte (1915)

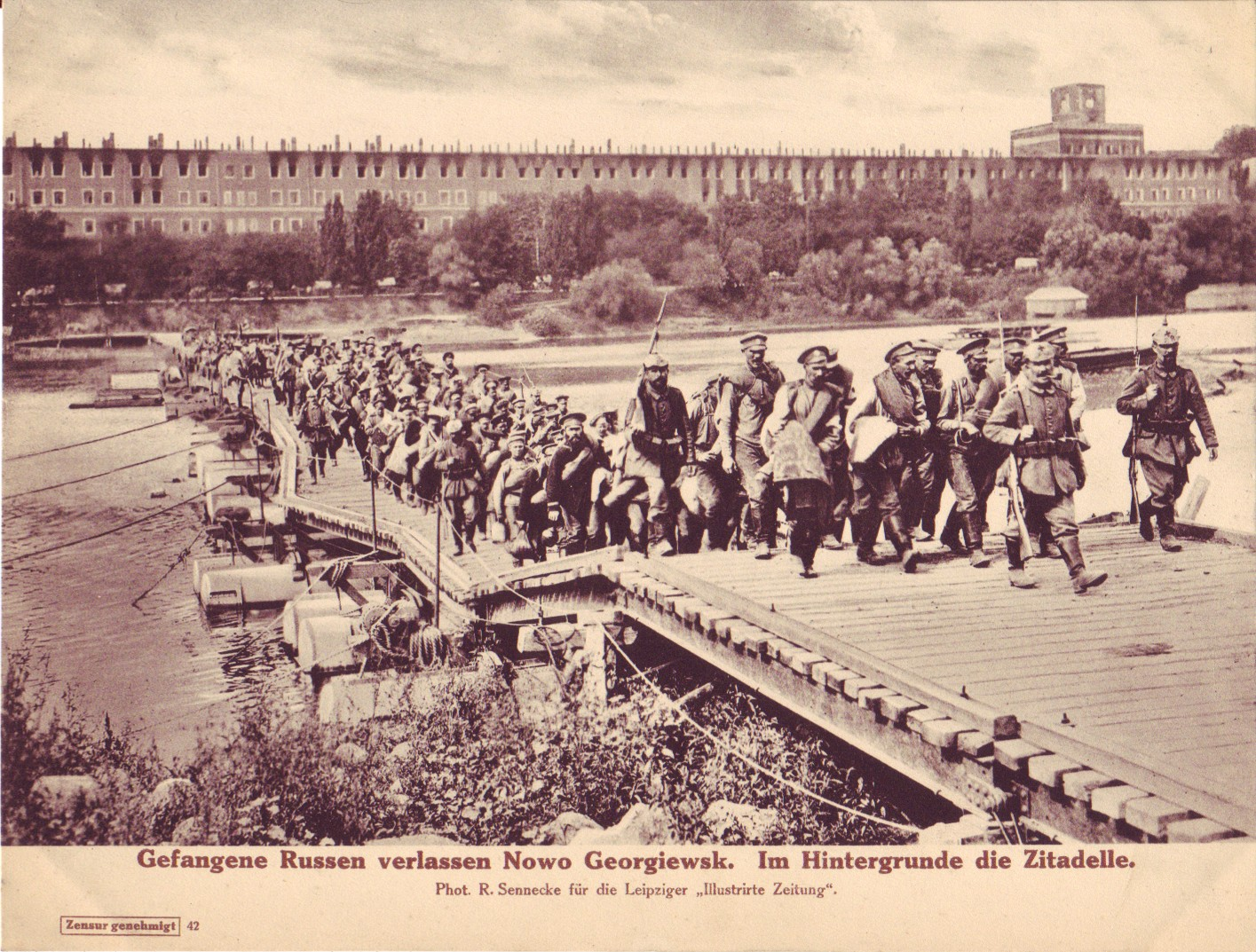
Russische Gefangene

Nachdem die russischen Truppen am Narew eine Niederlage erlitten hatten und sich zurückziehen mussten (→ Großer Rückzug), gingen die deutsche 12. und 9. Armee zur Verfolgung über. Die Armeegruppe Beseler konnte nunmehr Nowogeorgiewsk angreifen. Da die Bahnlinien jedoch überdehnt und überlastet waren, dauerte es bis zum 4. August, bis schwere Artillerie und Granaten herangebracht waren. Zunächst gingen die 21. Landwehr-Brigade und die Brigade Pfeil (Kommandeur Traugott von Pfeil) gegen die russischen Brückenköpfe Dembe und Zegrze vor. Nachdem diese die vordersten russischen Stellungen erobert hatten, wichen die Russen in der Nacht vom 6./7. August über den Narew aus und zerstörten die Brücken, wodurch aber auch der letzte Rückzugsweg für die Festungstruppe zerstört wurde. Südlich von Nowogeorgiewsk marschierte das Detachement Westernhagen (von der 9. Armee) heran und schloss die Festung auch von Süden ein. Am 9. August blockierte schließlich die 169. Landwehr-Brigade die Festung auch im Südosten. Nachdem die russischen Truppen am 10. August das Sperrfort Benjaminow aufgegeben hatten, war Nowogeorgiewsk vollständig eingeschlossen.
Bereits am 8. August hatte Beseler die Vorbereitungen zum Angriff auf die Werke der Festung anlaufen lassen. Am 13. August begann nach einer mehrstündigen Artillerievorbereitung der Infanterie-Angriff gegen die Außenwerke. Nach einem mehrstündigen Gefecht, in dem die russischen Truppen einige erfolglose Gegenangriffe gegen die deutschen Einbrüche versuchten, mussten die russischen Linien weiter zurückgenommen werden. Vom 14. bis zum 16. August 1915 erfolgte nun ein Trommelfeuer auf die Festung. Dabei litten die deutschen Truppen an ersten Engpässen bei Artillerie-Munition. Am Vormittag ging die Infanterie erneut zum Angriff vor, diesmal gegen die Forts XV und XVI im Nordosten. Die Erfolge blieben zwar hinter den Erwartungen zurück, doch zumindest wurde ein Einbruch in die russischen Linien erreicht. In den nächsten drei Tagen wurden Teile der Festung Stück für Stück erobert.
General Bobyr erkannte die Aussichtslosigkeit seiner Lage und befahl am 17. August, alle Vorräte zu vernichten, die Kanonen zu versenken, die Pferde zu erschießen und die Brücken zu zerstören. Er selbst bezog einen Gefechtsstand in der Zitadelle. Am folgenden Tag brachen die deutschen Angreifer auch in den inneren Festungsgürtel ein, sodass sich am Abend dieses Tages die Verteidigung auf einzelne Werke und die Zitadelle konzentrierte. Am Abend des 19. August nahm man russischerseits Verhandlungen auf. General Bobyr traf Generalleutnant von Beseler und handelte mit diesem in der folgenden Nacht die Kapitulationsbedingungen aus. Am folgenden Morgen um 7:30 Uhr ergab sich der größte Teil der Besatzung. Eine Anzahl Offiziere und Soldaten in der Zitadelle verweigerten allerdings eine Kapitulation und hielten sich noch einige Stunden. Auch einige Forts im Süden waren vom Ende der Kämpfe nicht unterrichtet worden und setzten den Widerstand noch einige Zeit fort. Am Abend des 20. August 1915 befand sich die Festung jedoch endgültig im Besitz der deutschen Truppen.

## Folgen
Da die russische Festung in relativ kurzer Zeit gefallen war, geriet der größte Teil der russischen Besatzung in deutsche Kriegsgefangenschaft. Außerdem fielen eine große Anzahl Geschütze und umfangreiche Vorräte an Munition und Lebensmitteln in die Hände der Sieger. Strategisch hatte der Sieg insofern Auswirkungen, als die Wasserstraßen der Weichsel und des Narew nun für die deutsche Militärführung nutzbar wurden, ferner auch die wichtige Eisenbahnstrecke Mława-Warschau. Die Truppen der Armeegruppe Beseler wurden nun zu anderer Verwendung frei, während das russische Heer beträchtliche Verluste erlitten hatte.
In einem später veröffentlichten Telegramm schrieb Kaiser Wilhelm II. an Reichskanzler Theobald von Bethmann Hollweg:

„Dank dem gnädigen Beistand Gottes und der bewährten Führung des Eroberers von Antwerpen, Generals v. Beseler, sowie der heldenhaften Tapferkeit unserer prächtigen Truppen und der vortrefflichen deutschen und österreichisch-ungarischen Belagerungsarmee ist die stärkste und modernste russische Festung, Nowo-Georgiewsk, unser. Tief ergriffen habe ich eben Meinen braven Truppen Meinen Dank ausgesprochen, sie waren in prachtvoller Stimmung. Eiserne Kreuze ausgeteilt. Alles Landwehr und Landsturm. Es ist eine der schönsten Waffentaten der Armee. Die Zitadelle brennt, lange Kolonnen Gefangener begegneten Mir auf Hin- und Rückfahrt. Dörfer meist von Russen auf Rückzug total zerstört. Es war ein erhabener Tag, für den ich in Demut Gott danke.“